# Blaureiher
Der Blaureiher (Egretta caerulea) gehört zur Familie der Reiher aus der Ordnung Pelecaniformes.

## Aussehen
Die Vögel werden 60 Zentimeter lang, mit einer Flügelspannweite von einem Meter und einem Gewicht von 325 Gramm. Sie sind mittelgroße Reiher mit einem langen Hals und einem langen, spitzen, blauen oder grauen Schnabel mit schwarzer Spitze. Erwachsene Vögel haben ein blau-graues Gefieder. Die Beine und Füße sind dunkelblau. Während der Brut färbt sich der Kopf und der Hals purpurfarben. Außerdem wachsen dort längere Schmuckfedern, Beine und Füße werden schwarz. Jungvögel sind weiß mit gelben Beinen. Mit dem Älterwerden werden sie zunehmend blau.

## Verbreitung
Der Blaureiher lebt in Sümpfen in den an den Golf von Mexiko angrenzenden Staaten der USA, in Mittelamerika, auf den Inseln der Karibik und in Südamerika bis Peru und Uruguay. Einzelne Tiere wandern nach der Brutsaison weit nach Norden bis zur Grenze Kanadas.

## Lebensweise
Der kleine blaue Reiher ernährt sich von Fischen, Krebstieren und Insekten, denen er im flachen Wasser oder auf einem Ast am Ufer sitzend auflauert.
Er nistet in Kolonien, häufig zusammen mit anderen Reihern, auf Bäumen oder in Sträuchern. Es werden 3 bis 7 hellblaue Eier gelegt.